# Prekaja
Prekaja (serbisch-kyrillisch Прекаја) ist ein Dorf im Westen von Bosnien und Herzegowina. Der Ursprung des Dorfnamens ist nicht bekannt, wahrscheinlich stammt er vom Aussehen oder der Lage des Ortes ab.

## Geographie
Das Dorf liegt in der Opština Drvar im Westen des Landesteils Bosnien. Prekaja liegt 12 km südöstlich der Stadt Drvar an der Straße nach Glamoč. 
Prekaja liegt am rechten Ufer des Flusses Unac, der die westliche Grenze des Dorfes markiert; die östliche Grenze ist die Berggruppe Klekovača. 
Das Dorf wird von den Bergen Javorova Kosa, Vršina, Kolo und Lauševac umgeben. Vom Dorf Župice trennen Prekaja die Berge Sklop und Orlovača. Vom Dorf Mokronoga der Berg Donji Sklop.

## Dorfgliederung
Prekaja ist eine Streusiedlung, die aus acht Teilen besteht: Kralji, Podbrina, Prekaja, Vranovica, Mračaj, Kotlina, Župa Pavići und Glavice. Das Zentrum des Dorfes ist der Ortsteil Kotlina. 
Die Häuser des Dorfes liegen meist entlang des Ufers am Fluss. Nur einige Häuser liegen am Fuße der Berge um Prekaja. Um das Zentrum, sind in anderen Teilen des Dorfes angeordnet, einige liegen höher und andere niedriger als der Dorfkern. Die Dorfenden sind nicht weit voneinander entfernt, es gibt jedoch auch Häuser die weiter weg verstreut sind.

## Geschichte
Prekaja ist ein von Serben besiedeltes Dorf. Im Zweiten Weltkrieg erlitt das Dorf große Schäden und Verwüstungen, auch starben viele Einwohner von Prekaja. Auch gegen Ende des Bosnienkrieges 1995 kam es zu großen Zerstörungen. Damals flohen alle Einwohner von Prekaja, das von Serben bevölkert war, und der anderen umliegenden serbischen Dörfer, sowie der Stadt Drvar aus der Gemeinde in die Republika Srpska und nach Serbien. 
Nikola Špirić, ehemaliger Ministerpräsident von Bosnien und Herzegowina, wurde in Prekaja geboren.

## Bevölkerung
Mehrheitlich betrachten sich die Bewohner als Serben.

### Demografie
| Jahr | Einwohner |
| ---- | --------- |
| 1961 | 817       |
| 1971 | 656       |
| 1981 | 574       |
| 1991 | 433       |

## Religion
Die Bevölkerung von Prekaja bekennt sich überwiegend zur Serbisch-Orthodoxen Kirche. Im Dorf steht die Serbisch-orthodoxe Mariä-Entschlafens-Kirche, erbaut von 1883 bis 1887. Die Kirche wurde, nach Schäden im Bosnienkrieg, 2008 restauriert. Das Gotteshaus gehört zur Eparchie Bihać-Petrovac der Serbisch-orthodoxen Kirche. Es gibt sechs Friedhöfe: Crkvina, Bunarina, Do, Dražica, Grobnica und Župic.

## Stausee Prekajsko jezero
Beim Dorf ist in der zweiten Hälfte des 20. Jahrhunderts ein Stausee errichtet worden, der für die Industrie in Drvar benötigt wurde. Der See bekam den Namen Prekajsko jezero. Der Name des Sees leitet sich vom Dorfnamen ab.

## Persönlichkeiten
- Nikola Špirić (* 1956), Politiker